# José Santiago Montt Irarrázaval
José Santiago Montt Irarrázaval (Melipilla, 14 de agosto de 1797 - Valparaíso, 25 de diciembre de 1843), fue un abogado, Ministro de la Corte de la Corte de Apelaciones y político chileno.

## Primeros años de vida
Hijo de Rafael Montt y Prado y Rosa Irarrázaval Solar. Estudió en el Colegio Colorado de Santiago y se graduó de bachiller en Cánones y Leyes de la Universidad de San Felipe, el 23 de enero de 1818. En 1820 se recibió de abogado.
Se casó en Santiago, el 14 de julio de 1825, con María del Rosario Albano y Vergara, con quien tuvo siete hijos.

## Carrera política
La municipalidad de Santiago le nombró en 1821 procurador general de la ciudad. Fue elegido además Regidor en 1822.

### Poder judicial
Fue llamado a suplir la Fiscalía de la Ilustrísima Corte de Apelaciones en noviembre de 1827. En 1833 fue Ministro de la misma Corte y en 1835 fue llamado para ser juez de letras interino.
En 1836 nuevamente ocupó un cupo como Ministro de la Corte de Apelaciones. Adquirió el cargo en propiedad en 1837 y promovido a Regente en 1843.
Elegido Consejero de Estado (1836), en septiembre del año siguiente fue designado Ministro del Tribunal Superior de Cuentas.

### Diputado
Militante del Partido Conservador, fue elegido Diputado por Santiago en 1837 y por Curicó en 1840. Integró en estos dos períodos la Comisión de Hacienda e Industria de la Cámara de Diputados.
Elegido Diputado por Ancud y Castro en 1843. Integró en este período la Comisión de Constitución, Legislación y Justicia de la Cámara Baja.

## Universidad de Chile
En 1842, al crearse la Universidad de Chile, fue incluido entre los miembros que debían componer la Facultad de Leyes y Ciencias Políticas.